# Leo-Baeck-Haus

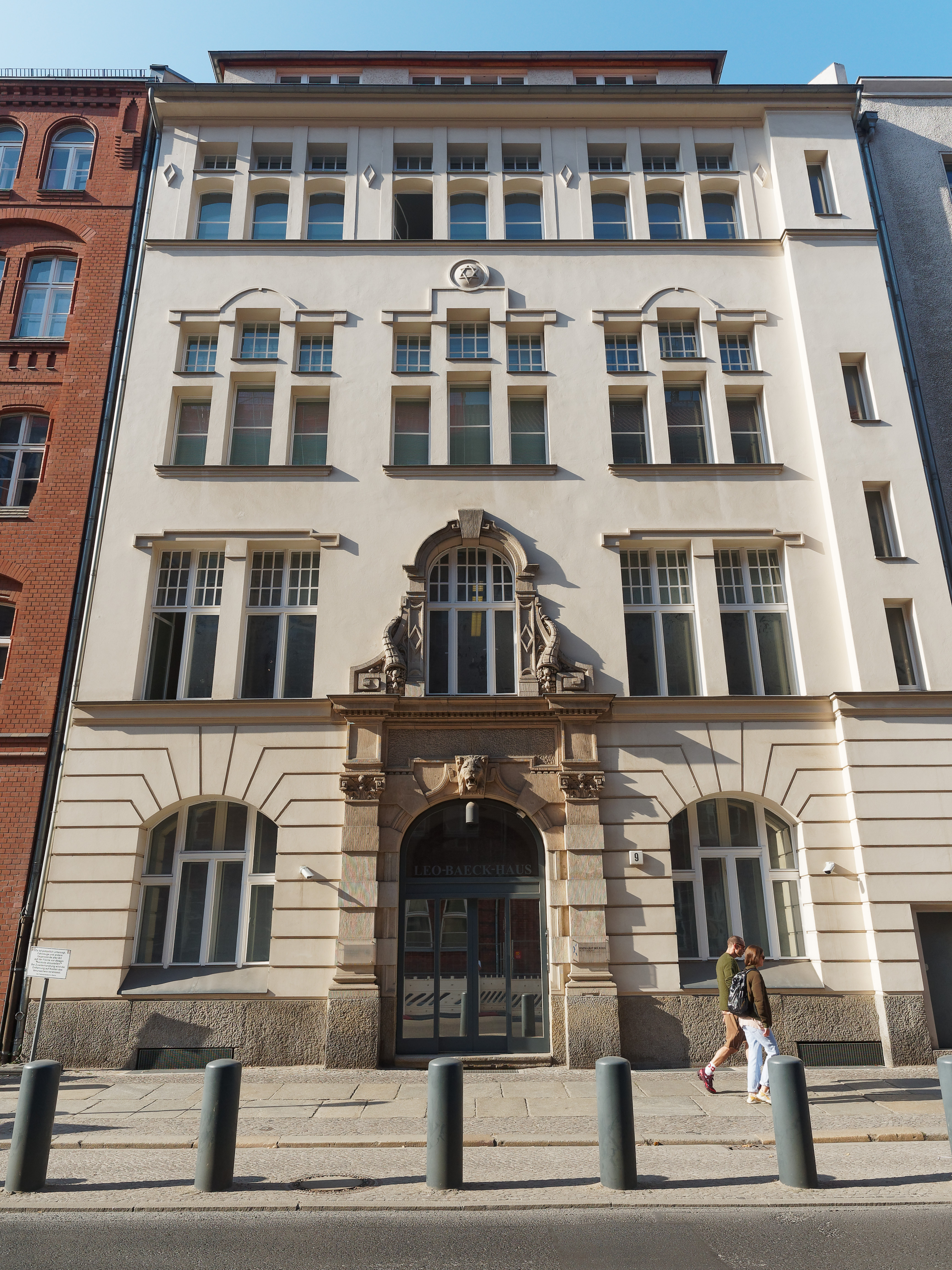
Leo-Baeck-Haus 2019

Das Leo-Baeck-Haus ist ein viergeschossiges denkmalgeschütztes Gebäude in der Tucholskystraße 9 im Berliner Ortsteil Mitte. Es ist nach dem Rabbiner Leo Baeck benannt und wurde 1906/07 vom Architekten Johann Hoeniger mit finanzieller Unterstützung von Nathan Bernstein erbaut. Seit 1999 hat der Zentralrat der Juden in Deutschland seinen Sitz in dem Gebäude.

## Geschichte
Im Oktober 1907 bezog die Lehranstalt für die Wissenschaft des Judentums das Haus in der damaligen Artilleriestraße 14. Das Gebäude befand sich im Eigentum der Jüdischen Gemeinde Berlin. In der Zeit des Nationalsozialismus musste der Hochschulbetrieb eingestellt werden und vermutlich wurden die Besitzer enteignet. Nach 1945 diente das Gebäude der Charité und in der DDR als Wohnhaus. In den 1990er Jahren erhielt die Jewish Claims Conference (JCC) als Vertreter früherer jüdischer Eigentümer das Haus zurück. Die JCC übertrug es dem Zentralrat der Juden in Deutschland (ZdJ).

## Nutzung
Nach einem Umbau mit Totalsanierung eröffnete am 1. April 1999 der ZdJ seinen Sitz hier in der Tucholskystraße und gab dem Bauwerk den Namen nach dem Rabbiner Baeck, der hier in der Hochschule zwischen 1912 und 1943 lehrte. Weitere Nutzer des Leo-Baeck-Hauses sind die Wochenzeitung Jüdische Allgemeine sowie der Europäische Jüdische Kongress (EJC) und der Jüdische Weltkongress (WJC).